# Hustînea, Prîlukî
Hustînea (în ucraineană Густиня) este un sat în comuna Zamostea din raionul Prîlukî, regiunea Cernihiv, Ucraina.

## Demografie
Componența lingvistică a localității Hustînea
     Ucraineană (82,67%)
     Rusă (17,33%)
Conform recensământului din 2001, majoritatea populației localității Hustînea era vorbitoare de ucraineană (82,67%), existând în minoritate și vorbitori de rusă (17,33%).